# Sada Williams
Sada Williams (Bridgetown, 1º dicembre 1997) è una velocista barbadiana, vincitrice della medaglia di bronzo nei 400 metri piani a Oregon 2022 ed a Budapest 2023.

## Carriera
Sada Williams partecipa al suo primo mondiale in carriera a Londra nel 2017, dove si ferma nelle batterie dei 200 metri piani.
Ai mondiali di Doha, nel 2019, giunge fino alle semifinali nei 400 metri piani, non riuscendo a qualificarsi per la finale nonostante il personale realizzato a 51''31.
Nel 2021, prende parte ai suoi primi giochi olimpici: la barbadiana passa la sua batteria in terza posizione con il suo personale stagionale (51''36). In semifinale, fa segnare il tempo di 50''11, che le vale il record nazionale ma non le basta per qualificarsi alla finale, risultando la prima delle escluse. 
Nel 2022, Williams si aggiudica il suo primo oro in una competizione internazionale nei 400 metri piani ai giochi del Commonwealth di Birmingham, con il crono di 49''90. Ai mondiali di Eugene, l'atleta di Barbados centra la sua prima finale iridata nei 400 m, concludendo con il quarto tempo complessivo a 50''12. Nella finale del 22 luglio, Sade riesce a cogliere la medaglia di bronzo con il tempo di 49''75, piazzandosi dietro a Miller-Uibo e Paulino.
Nel 2023, Williams conferma il bronzo nei 400 metri piani con il crono di 49''60, arrivando alle spalle di Paulino e Kaczmarek.

## Palmarès
| Anno | Manifestazione          | Sede       | Evento      | Risultato  | Prestazione | Note              |
| ---- | ----------------------- | ---------- | ----------- | ---------- | ----------- | ----------------- |
| 2014 | Mondiali juniores       | Eugene     | 200 m piani | Semifinale | 24"37       |                   |
| 2014 | Olimpiadi giovanili     | Nanchino   | 400 m piani | 8ª         | 54"93       |                   |
| 2015 | Giochi panamericani     | Toronto    | 4x400 m     | Finale     | dq          |                   |
| 2016 | Mondiali U20            | Bydgoszcz  | 200 m piani | Finale     | dnf         |                   |
| 2017 | Mondiali                | Londra     | 200 m piani | Batteria   | 23"55       |                   |
| 2019 | Giochi panamericani     | Lima       | 400 m piani | 6ª         | 51"31       |                   |
| 2019 | Mondiali                | Doha       | 400 m piani | Semifinale | 51"31       |                   |
| 2021 | Giochi olimpici         | Tokyo      | 400 m piani | Semifinale | 50"11       | Record nazionale  |
| 2022 | Mondiali                | Eugene     | 400 m piani | Bronzo     | 49"75       | Record nazionale  |
| 2022 | Giochi del Commonwealth | Birmingham | 400 m piani | Oro        | 49"90       | Record dei Giochi |
| 2022 | Campionati NACAC        | Freeport   | 400 m piani | Argento    | 49"86       |                   |
| 2023 | Mondiali                | Budapest   | 400 m piani | Bronzo     | 49"60       |                   |
| 2024 | Giochi olimpici         | Parigi     | 400 m piani | 7ª         | 49"83       |                   |